# Erich Buljung
Erich Buljung, né le 21 mars 1944 en Yougoslavie, est un tireur sportif américain. 

## Biographie
Aux Jeux olympiques d'été de 1984 à Los Angeles, Erich Buljung se classe neuvième de l'épreuve de pistolet libre à 50 mètres. Il participe ensuite à l'épreuve de pistolet à air à 10 mètres aux Jeux olympiques de 1988 se tenant à Séoul et remporte la médaille d'argent.